# Schwedische Isbar

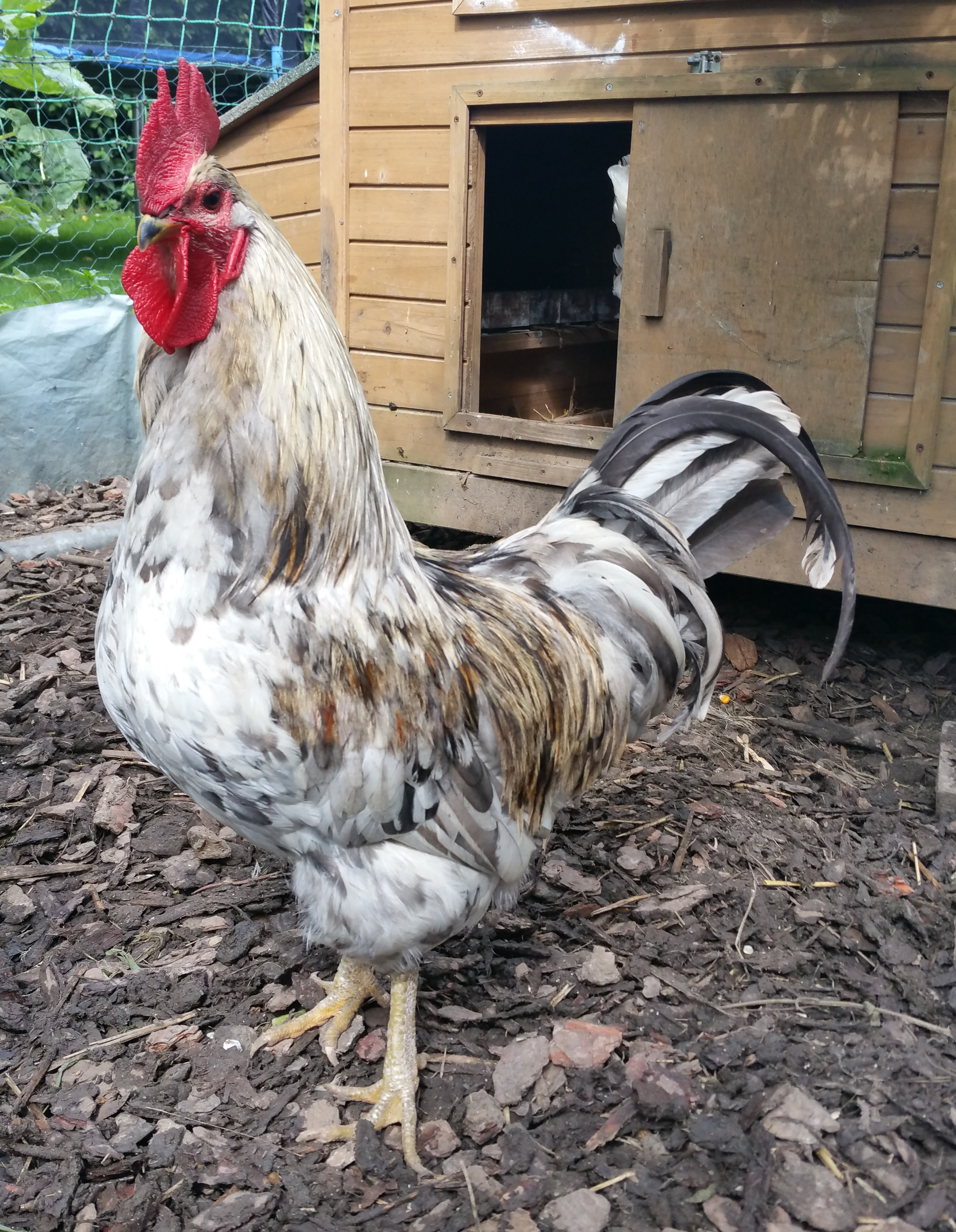
Silverudds Blue (schwedischer Isbar) Hahn in der Farbe splash (schmutzigweiß).

Schwedische Isbar (schwedisch Silverudds blå) sind Haushühner schwedischen Ursprungs.

## Entstehungsgeschichte

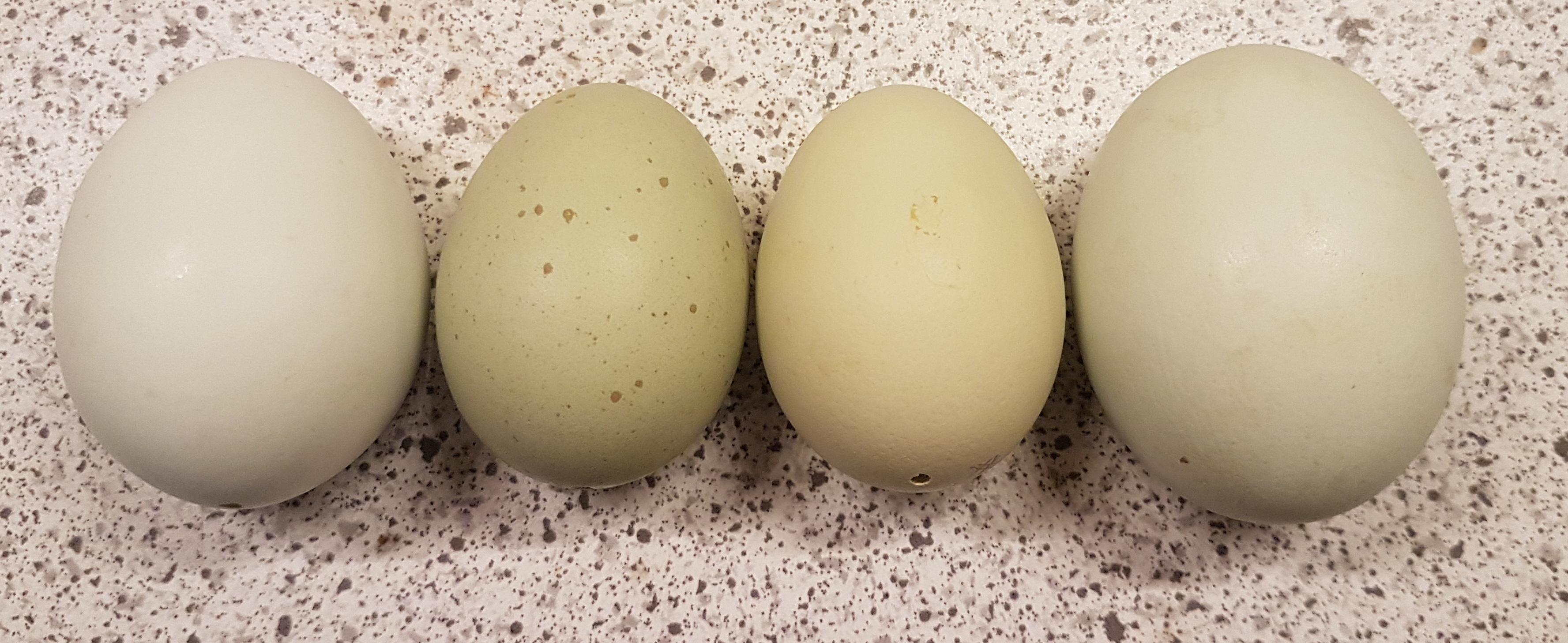
2 Eier von Silverudds Blue (Mitte) im Vergleich zu Cream legbar (links) und Grünleger (rechts)

Silverudds Blå – in Deutschland gelegentlich irrtümlich „Schwedische Isbar“ genannt – wurden in den 1980er Jahren vom schwedischen Pfarrer Martin Silverudd für die Eierproduktion erzüchtet. Ziel seiner Zucht war es, die Legeleistung weiter optimieren zu können, ohne hierfür die Fallnestkontrolle verwenden zu müssen. Daher züchtete er eine Rasse, bei der jede Henne eine individuelle grüne/blaue Eierfarbe legen sollte. Hierfür verwendete er produktive New Hampshire und Rhode Island Red. Das Gen für die grüne/blaue Eierschalenfarbe brachten die Cream Legbar hinzu. Für die namensgebende blaue Gefiederfarbe sorgten vermutlich Australorps, die sich in den 1980er Jahren auf seinem Hof befanden. Leider bedachte Silverudd nicht, dass die Eierfarbe bei einer Henne im Jahreslauf variieren kann. Die Fallnestkontrolle muss also nach wie vor dann eingesetzt werden, wenn die Legeleistung einer bestimmten Henne ermittelt werden soll. Silverudd starb 1986 unerwartet, ohne seine Rasse vollenden zu können. Dennoch erschuf er ein Huhn mit hervorragender Legeleistung von bis zu 250 Eiern im Jahr, das vor allem bei Hobbyhaltern und Selbstversorgern immer beliebter wird, nicht nur wegen der besonderen Eierfarbe.

## Merkmale
Aufgrund ihrer ursprünglichen Verwendung haben Silverudds Blå eine Legeleistung von ca. 250 Eiern im Jahr, die 55 bis 65 g wiegen und in vielen Grün- und Blautönen variieren können. Ihr einzigartiges Farbspektrum reicht von hellen, pastellen Grün- und Blautönen bis hin zu kräftigem, dunklem Oliv- und Moosgrün. Sie wurden mit zwei Allelen für grüne/blaue Eierschalenfarbe erzüchtet und werden daher gern verwendet, um die so genannten „Buntleger“, z. B. Olivleger zu erschaffen. Silverudds Blå sind robust, kälteunempfindlich und nicht sehr brutfreudig. Weiter gelten sie als flugfaul und gute Futtersucher, sind ruhig und freundlich und werden leicht zahm. Unter schwedischen Züchtern ist eine gute Resistenz gegenüber der Marek'schen Lähmung bekannt.

## Aussehen
Martin Silverudd konnte seine Arbeit an der Rasse durch seinen Tod nicht beenden, daher ist das Aussehen der Silverudds Blå nicht genau definiert. Es gibt verschiedene Linien, die z. B. in der Größe etwas variieren können. Silverudds Blå haben die blaue Gefiederfarbe (Andalusierblau). Diese spaltet sich in blau, schwarz und splash (schmutzigweiß) auf. Die Hähne können etwas Gold oder Silber im Gefieder haben. Das Gewicht der Hennen wird mit ca. 1,5 kg, das der Hähne mit ca. 2,5 kg angegeben.

## Sonstiges
In Schweden werden Silverudds Blå vom „Svenska Kulturhönsföreningen“, dem schwedischen Kulturverein für Hühner, betreut. Die Züchtergemeinschaft "SKF Europe" vertritt den schwedischen Zuchtverein in Deutschland. Durch den Zusammenschluss wird die Anerkennung der Tiere und Rückverfolgbarkeit auf die schwedischen Ursprungslinien koordiniert.